# Charles P. Otstott

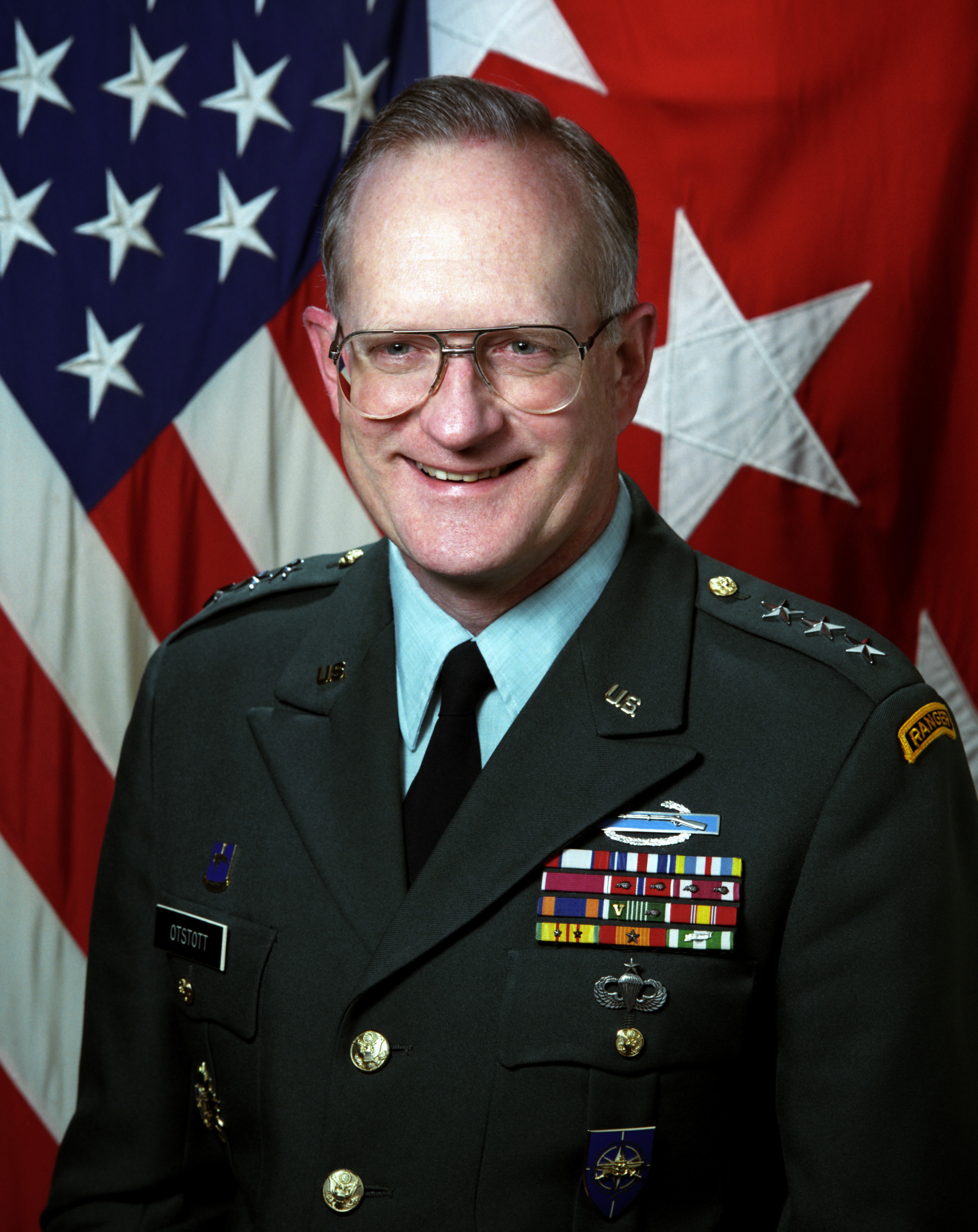
Charles P. Otstott (1990)

Charles Paddock Otstott (* 2. Juni 1937 in Dallas, Texas) ist ein pensionierter Generalleutnant der United States Army. Er war unter anderem Kommandeur der 25. Infanteriedivision.
Charles Otsott war ein Sohn von Daniel Dushane Otsott und dessen Frau Sarah May Paddock. In den Jahren 1956 bis 1960 durchlief er die United States Military Academy in West Point. Nach seiner Graduation wurde er als Leutnant in das Offizierskorps des Heeres aufgenommen. In der Armee durchlief er anschließend alle Offiziersränge vom Leutnant bis zum Drei-Sterne-General.
Im Lauf seiner militärischen Karriere absolvierte Otstott verschiedene Kurse und Schulungen. Dazu gehörten unter anderem der Infantry Officer Basic Course, die Marine Corps Amphibious Warfare School, das Command and General Staff College und das National War College. Außerdem erhielt er einen akademischen Grad von der Purdue University.
In den Jahren 1964 und 1965 sowie nochmals 1967 und 1968 war Otstott im Vietnamkrieg eingesetzt. Bei seinem ersten Einsatz war er als Berater des südvietnamesischen Militärs tätig, beim zweiten Einsatz diente er als Stabsoffizier im 502. Infanterieregiment, einer Luftlandeeinheit der 101. Luftlandedivision. In den folgenden Jahren war er bis 1971 Dozent an der Militärakademie in West Point. Danach absolvierte er den für Offiziere in den entsprechenden Rangstufen üblichen Dienst in verschiedenen Einheiten und Standorten. Zwischenzeitlich war er auch Stabsoffizier beim Chief of Staff of the Army. Von 1976 bis 1978 war er in Erlangen in Deutschland stationiert, wo er ein Bataillon des 46. Infanterieregiments kommandierte als Teil der 1. Panzerdivision.
Nach seiner Rückkehr in die Vereinigten Staaten studierte er zunächst am National War College. Zwischen 1979 und 1982 kommandierte er eine Brigade in Fort Lewis. Von 1983 bis 1985 war er Stabsoffizier im NATO-Hauptquartier in Brüssel. Danach war er bis 1986 Stabsoffizier bei der 1. Panzerdivision in Bamberg. Daran schloss sich eine Versetzung nach Fort Leavenworth an, wo er bis 1988 die Einheit Combined Arms Combat Development Activity kommandierte.
Es folgte eine Versetzung nach Hawaii. Dort übernahm Charles Otstott im Jahr 1988 das Kommando über die 25. Infanteriedivision. Dieses Kommando behielt er bis zum Jahr 1990. Es folgte seine Beförderung zum Generalleutnant und seine erneute Versetzung zur NATO nach Brüssel. Dort wurde er stellvertretender Vorsitzender des NATO-Militärkomitees (Deputy Chair of the NATO Military Committee). Im Jahr 1992 schied er aus dem aktiven Militärdienst aus.
Nach dem Ende seiner Militärzeit arbeitete Charles Otstott im Vorstand verschiedener Firmen. Seit 2001 ist er als selbständiger Berater tätig.

## Orden und Auszeichnungen
Charles Otstott erhielt im Lauf seiner militärischen Laufbahn unter anderem folgende Auszeichnungen:
- Army Distinguished Service Medal
- Silver Star
- Defense Superior Service Medal
- Legion of Merit
- Bronze Star Medal
- Meritorious Service Medal
- Air Medal
- Army Commendation Medal